# Dinde de Bresse
Dinde de Bresse ist die kontrollierte Herkunftsbezeichnung (AOC) sowie eine geschützte Ursprungsbezeichnung für Puten, welche aus der Region Bresse nordöstlich von Lyon, gelegen zwischen Jura und Saône, stammen.

## Merkmale

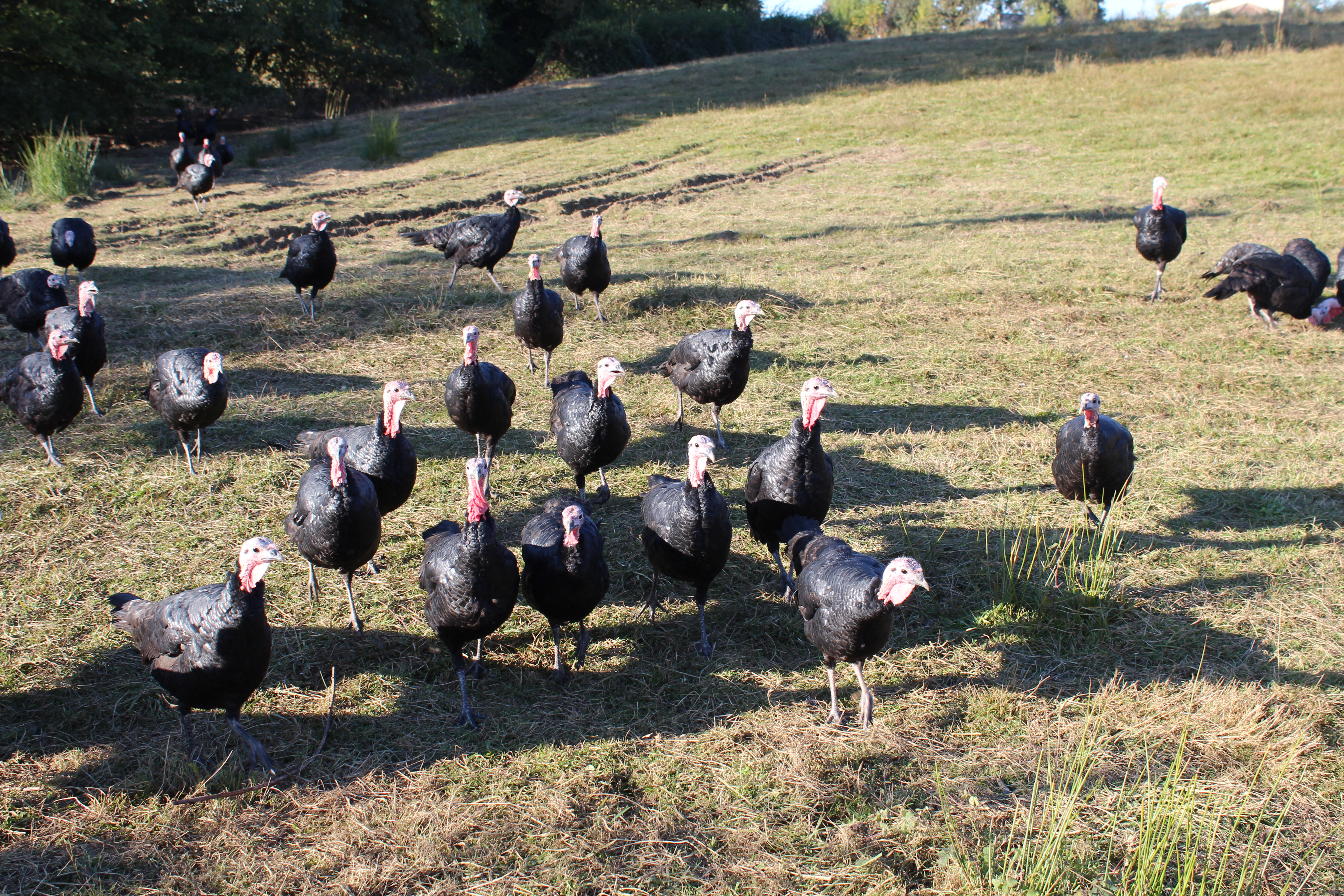

Als Dinde de Bresse wird ein Truthuhn bezeichnet, dessen weibliche und männliche Vertreter die folgenden Merkmale aufweisen: Schwarzes Gefieder, weiße Haut und Fleisch, schwarze Füße und roter Kamm und Schwellkörper. Sie werden ausgenommen gehandelt, entweder kochbereit oder ausgenommen aber mit Kopf und Hals. Das Fleisch ist kompakt, mit gut ausgebildeten Filetstücken, die Haut ausgeglichen, ohne Wunden, Narben, Rissen oder Verfärbungen. Durch die Mast soll das Rückgrat unsichtbar sein, das Brustbein seine natürliche Form behalten. Die Extremitäten dürfen keine Brüche aufweisen, das Halsgefieder soll sauber sein und die Füße frei von Schmutz.

## Geschichte
Der AOC-Schutz wurde durch Décret vom 22. Dezember 1976 gewährt, am 27. Mai 1998 erweitert und präzisiert. Ein Verband zum Schutz und zur Vermarktung der Dinde de Bresse wurde jedoch schon am 12. Juli 1972 gegründet (Syndicat de défense et de promotion de la Dinde de Bresse).

## Schlüsselzahlen
Das Produktionsgebiet umfasst 353.600 ha und (2005) 57 Züchter (davon 31 im Ain, 1 im Jura und 10 in Saône-et-Loire). 2005 wurden 30.000 Küken in die Aufzucht gegeben (55 % im Ain, 3 % im Jura und 42 % in Saône-et-Loire), daraus wurden 23.000 Dinde de Bresse produziert. Das Produktionsgebiet umfasst 275 Gemeinden, die in einem Rechteck liegen, das etwa 100 Kilometer lang und 40 Kilometer breit ist und durch das Urteil vom 22. Dezember 1936 genauestens definiert ist. Die Gemeinden liegen in den Regionen Auvergne-Rhône-Alpes und Bourgogne-Franche-Comté.